# Oboe sommerso
(Gilberto Finzi)
Oboe sommerso è una raccolta di poesie ermetiche e la seconda opera di Salvatore Quasimodo pubblicata nel 1932 dalle Edizioni di Circoli di Genova.